# Koombooloomba-Nationalpark
Der Koombooloomba-Nationalpark (englisch Koombooloomba National Park and Conservation Park) ist ein 292 Quadratkilometer großer Nationalpark in Queensland, Australien. Seit 1988 ist er wegen seiner natürlichen Schönheit, der Artenvielfalt, seiner Evolutionsgeschichte und als Habitat für zahlreiche bedrohte Tierarten als UNESCO-Weltnaturerbe Wet Tropics of Queensland gelistet. Der Park ist außerdem Teil der Wooroonooran Important Bird Area in der zahlreiche endemische Vogelarten beheimatet sind.

## Lage
Der Park befindet sich in der Region North Queensland und liegt etwa 55 Kilometer südwestlich von Innisfail und 35 Kilometer nordwestlich von Tully. Er grenzt unmittelbar im Norden an den Tully-Falls- und Tully-Gorge-Nationalpark, im Süden an den Kirrama-Nationalpark. Erreichbar ist er über die Tully Falls Road die vom Kennedy Highway in Ravenshoe abzweigt. Die 20 Kilometer lange Zufahrtsstraße ist teilweise unbefestigt, hat Schlaglöcher und scharfen Kehren, deshalb werden Fahrzeuge mit einer hohen Bodenfreiheit empfohlen.

## Fauna
In den Regenwäldern sind über 100 verschiedene Vogel- und 40 Säugetierarten heimisch. Daneben bilden sie ein wichtiges Rückzugsgebiet für bedrohte Amphibien, wie den Australian Lace-lid (Nyctimystes dayi), den Sharp snouted Dayfrog (Taudactylus acutirostris) und den Tapping green eyed Frog (Litoria serrata).

## Geschichte
Mit der Besiedlung durch die Europäer begann auch der Holzeinschlag im heutigen Nationalpark. Vor allem die Regenwälder im Osten und die trockneren Teile im Westen wurden extensiv gerodet, in den Bereichen mit der besonders schützenswerten Hartlaubvegetation hingegen wurden nur einzelne Bäume gefällt, sodass die Auswirkungen heute kaum noch sichtbar sind.
Am 19. März 1967 wurde aus dem Gebiet der Koomboolomba State Forest zu dem im Laufe der Zeit weiter Parzellen hinzugefügt wurde, bevor er 1988 zum Teil des Weltkulturerbe erklärt wurde. Am 14. September 2001 wurden 29.281 Hektar zum Forest Reserve, bis am 19. November 2010 das gesamte Gebiet zum Nationalpark wurde.

## Koombooloomba-Stausee
Nach dem Zweiten Weltkrieg stieg der Strombedarf im nördlichen Queensland an und der Tully River wurde als Standort für ein Wasserkraftwerk ausgewählt. In den 1950er Jahren wurde der Koombooloombadamm errichtet, gefolgt von den beiden Turbinenstationen. Der volle Stausee hat eine Oberfläche von 1550 Hektar und eine durchschnittliche Tiefe von 12,9 Meter. Insgesamt werden hier im Jahr 22.500 MWh Energie erzeugt.